# La città del Sole
La città del Sole è un'opera filosofica del frate domenicano reggino Tommaso Campanella. La prima redazione fu scritta nel 1602 in volgare fiorentino, adottando lo stile dialogico proprio della tradizione esoterica platonica; il testo fu tradotto in lingua latina nel 1613–1614 e pubblicato nella celebre edizione originale del 1623 a Francoforte, col titolo Civitas Solis. Idea reipublicae philosophicae.

## Contenuti
(Tommaso Campanella, La città del Sole, 1602)
L'opera, che richiama per molti aspetti la Repubblica di Platone, è presentata sotto forma di dialogo fra due personaggi: l'Ospitalario, cavaliere dell'ordine di Malta, e il Genovese, nocchiero di Colombo. Lo stesso Genovese racconta di aver scoperto una città con leggi e costumi perfetti nell'isola di Taprobana durante uno dei suoi viaggi in giro per il mondo.

### La città
Il potere spirituale e temporale è detenuto da un Principe Sacerdote, anche chiamato Sole (o Metafisico) che di fatto regge la città. Vi sono alcuni punti fondamentali che il governatore è tenuto ad avere come l'erudizione, la conoscenza teorica e pratica, la creatività e la saggezza. Un altro requisito riguarda l'età: il governatore deve avere più di 35 anni in modo che la sua esperienza sia sufficiente per poter condurre lo Stato. Il Principe Sacerdote è assistito da altri tre Principi: Sin, cioè la sapienza che si occupa delle scienze, Pon che si occupa della pace e della guerra, infine Mor, ovvero Amore che si prende cura della procreazione, dell'educazione degli abitanti e del lavoro.

### Struttura generale
La città, a forma circolare, è situata su un colle ed è costituita da sette mura che prendono il nome dei sette pianeti. È praticamente inespugnabile, poiché conquistarla significherebbe espugnarla sette volte dato che ogni girone di mura è fortificato. Si può accedere alla città solo attraverso quattro porte situate precisamente in coincidenza con i quattro punti cardinali. Nella parte più alta del colle c'è una pianura molto estesa dove è situato il tempio del Sole, anche questo di forma circolare.

### Il tempio del Sole
Il tempio è di forma circolare ed è costituito da grandi colonne sopra le quali sorge una cupola al cui interno figura la sfera celeste, disegnata in maniera molto dettagliata addirittura con i nomi di ogni costellazione e tre versi per ogni stella rappresentata. L'altare "è tondo e in croce spartito" e sopra di esso sono posizionati due mappamondi rappresentanti la sfera celeste il primo e la Terra il secondo. Il mappamondo della Terra è circondato da sette lampade che stanno a rappresentare i sette pianeti.

### I gironi
Le sette mura dividono la città in sei gironi i quali rappresentano ognuno una diversa sfera del sapere e inoltre proprio sulle mura sono raffigurate tutte le sfumature della conoscenza umana.
1. Nel primo girone si trova una dettagliata cartina geografica dove sono rappresentati tutti i riti, le diverse tradizioni e le lingue di tutti i popoli e sempre in questo girone troviamo anche tutte le conoscenze geometriche e matematiche.
2. Nel secondo sono elencate le principali nozioni di chimica, geologia e la descrizione geografica dei luoghi.
3. Nel terzo vi sono le informazioni che riguardano la flora appartenente al mondo marino e al mondo vegetale, con la descrizione di tutte le erbe e delle loro proprietà curative.
4. Nel quarto girone sono descritte tutte le specie di uccelli, rettili e insetti.
5. Nel quinto si trovano tutti gli animali terrestri, come per esempio i mammiferi.
6. Nel sesto girone, infine, si trovano elencate le arti umane che si occupano di meccanica e sono indicati inoltre gli inventori, le arti, la cultura delle armi e le scienze.

### Religione
I "Solari" non credono all'inferno o qualunque punizione divina, ma pensano che esista l'anima e che sia immortale. La religione dei cittadini sembra molto somigliare a quella cattolica anche per il fatto che la popolazione crede in un Dio e nella maggior parte dei dogmi del cattolicesimo. Nonostante ciò, i "solari" onorano non solo Gesù, ma anche Osiride, Zeus, Mosè e Maometto. Sono presenti anche accenni riguardanti l'astrologia, che il cattolicesimo non avrebbe accettato e sicuramente proibito.

### Educazione e modo di vivere
Nell'isola di Taprobana gli abitanti lavorano per sole quattro ore al giorno poiché sono in grado di lavorare sia in modo intellettuale che pratico per tutta la durata delle quattro ore; a tal proposito Campanella, per spiegare che quattro ore al giorno di lavoro per tutti sono più che sufficienti, riporta la situazione della Napoli del Seicento in cui, in regime di proprietà privata, su trecentomila abitanti lavoravano solo uno su sei, mentre l'ozio e la povertà devastavano tutti gli altri uomini.
Il tempo restante viene impiegato in attività ricreative, attività ludiche che però devono sempre avere un fine riconducibile al sapere. La stessa educazione dei bambini si basa sull'«imparare giocando». I bambini infatti vengono fin da piccoli, all'età di tre anni, separati dalla propria famiglia e cominciano ad essere istruiti da dei maestri, che portano i bambini ad ammirare le mura della città poiché colme di tutto il sapere che un cittadino deve possedere, e valutano in quale attività i bambini siano più interessati e portati. Attraverso le immagini raffigurate nelle mura e i libri che vi sono scolpiti, i bambini acquisiscono ben presto un sapere enciclopedico. La scuola non si svolge al chiuso perché ai ragazzi non deve essere imposta l'istruzione.
Gli abitanti della città del Sole non conoscono gli egoismi, gli orrori della guerra e della fame e le violenze che ci sono nel resto del mondo. La città è organizzata in modo totalmente razionale. Essa viene controllata da un gruppo di persone chiamati "offiziali" che vigilano continuamente in modo che nessuno possa compiere azioni non giuste nei confronti di altri cittadini.
Esiste un'offiziale per ogni virtù: Liberalità, Magnanimità, Castità, Fortezza, Giustizia criminale e civile, Operosità, Verità e così via. Gli offiziali sono eletti da piccoli in base alla virtù alla quale più sono inclini. Le leggi sono incise su tavole di rame e impongono una condotta di vita molto rigorosa. Non esistono le carceri che però sono sostituite da un torrione dove vengono confinati i cittadini che non seguono le leggi nella loro interezza come invece fa il resto della comunità. Come nella Repubblica di Platone, sull'isola non vi è la proprietà privata, infatti i cittadini sono tenuti a condividere la stessa mensa ed a indossare i medesimi vestiti. Inoltre la stessa educazione viene sottoposta ad ogni cittadino ed ognuno di loro ha pari opportunità: i beni privati sono inesistenti perché indurrebbero alla violenza e anche all'egoismo.
I "Solari" seguono minuziosamente delle regole dietetiche e i loro pasti sono composti da carne, frutta e minestre a seconda del loro lavoro. Gli offiziali posseggono il cibo più pregiato, ma non raramente decidono di dare il loro cibo a chi, durante la giornata, si è saputo distinguere in gare di armi o di scienze. Durante il giorno i cittadini possono indossare solo indumenti di colore bianco e di notte solo di colore rosso, mentre il nero è vietato.

## Interpretazione e contesto storico
Come si vede ne La città del Sole ogni singolo aspetto della vita è rigidamente regolato, un dato che l'opera di Campanella condivide con quasi tutti gli scritti concernenti società utopiche: un'eccessiva insistenza sull'ordine e la disciplina che quasi annienta le libertà individuali (basti pensare, ne La città del Sole, all'atto della generazione: non solo gli accoppiamenti sono decisi dai funzionari, persino le ore degli incontri sono determinate). Una volontà di controllare tutti gli aspetti della vita umana che agli occhi moderni può far apparire le varie isole utopiche ben poco attraenti.
Sarebbe però un errore decontestualizzare lo scritto del filosofo calabrese, come quelli di Moro o Bacone, per esempio, dal periodo storico nel quale essi vennero alla luce. Queste opere rappresentano il grande fermento culturale, politico e sociale di quegli anni; sono il risultato concreto di una grande aspirazione al cambiamento, al rinnovamento della società dell'epoca. Nel caso specifico di Campanella, non va dimenticato come nel 1599, pochi anni prima della stesura del libro, egli avesse organizzato una congiura che mirava alla liberazione della Calabria dal dominio spagnolo, all'abolizione della proprietà, all'instaurazione di una democrazia di tipo comunistico e teocratico, proprio come esposta nelle pagine de La città del sole. La congiura fu però presto scoperta e il suo artefice evitò la condanna a morte soltanto fingendo la pazzia; sopportando le torture a cui fu sottoposto per smascherare la sua finta follia, riuscì a commutare la condanna nel carcere a vita. Rimase in galera per ventisette anni, nei quali scrisse le sue opere maggiori.
L'opera del filosofo domenicano è quindi una preziosa testimonianza della sua passione e delle sue speranze di fronte ad una realtà presente dal carattere tragico. È un'opera che registra alla perfezione le ambizioni delle menti più pronte d'Europa nel diciassettesimo secolo, di fronte al declino irreversibile del sistema feudale (cancellato dai nuovi processi economici che stavano per dare origine al capitalismo); di fronte alle nuove scoperte geografiche; di fronte al progresso scientifico delle teorie di Copernico e di Galilei.
Campanella sarà inoltre contestato duramente da Ugo Grozio, secondo il quale i diritti dell'uomo sono tali per natura e perciò sono inalienabili; tesi lontana da quella del domenicano, che immaginava la negazione della proprietà e insisteva sulla limitazione delle libertà personali.

## La città del Solee laRepubblicadi Platone a confronto
L'aspetto principale della Città del Sole è sicuramente la comunanza dei beni, infatti i cittadini hanno una mensa comune, vestono gli stessi indumenti, ricevono tutti la stessa educazione e hanno tutti pari opportunità. Come nella Repubblica, nell'opera di Campanella c'è un effettivo rifiuto della proprietà privata e per questo motivo non esistono le divisioni in stirpi, sicuramente anche perché nessun bambino conosce i propri genitori poiché fin da piccoli vengono separati dalla loro famiglia e crescono tutti insieme. La differenza più evidente con il testo di Platone riguarda le unioni, che avvengono tra cittadini con qualità e caratteristiche uguali. Le caratteristiche dell'individuo ne determinano il nome, il quale viene poi arricchito con altri nomi che si riferiscono a quello in cui la persona eccelle. Mentre nell'opera di Platone la società è divisa per classi sociali (artigiani, difensori, governanti), nel libro del filosofo italiano è descritta una società più egualitaria poiché ogni cittadino può essere eletto senza guardare alla classe sociale di appartenenza. I "solari" possono ricorrere alle armi solo per difendersi, come nella Repubblica. Inoltre anche le donne, come scrive anche Platone, devono essere idonee all'attività di guardiane e per questo devono essere addestrate, ma alcune attività spettano solo a loro come per esempio la musica.

## Analisi dell'opera e pensiero dell'autore
Campanella costruisce la sua opera ispirandosi al concetto di società Tradizionale che si basa sulla libertà e la giustizia nel rispetto dei ruoli che i singoli individui ricoprono in tale ambito. Il valore del singolo, infatti, non è legato a ciò che individualmente rappresenta in questa società, ma alla sua espressione spirituale ed esistenziale in quanto uomo. 
Il pensiero di Campanella è in antitesi con la religione e la politica del suo tempo, che hanno subito una caduta ed un degrado, e si pone in contrasto con le istituzioni corrotte, mezzo per perpetuare gli interessi di pochi e non per quelli della comunità. 
Campanella è sostenitore del leggero vento di rinnovamento che iniziava a farsi avanti nel Seicento italiano.
Come in ogni società Tradizionale, nella città del Sole di Campanella non c'è la separazione tra potere spirituale e temporale poiché questi non si sono ancora scissi, ed è infatti il Re Sacerdote che li incarna ed esprime in un unico uomo, il cui ruolo e corpo appartengono a ogni singolo di quella società che ne è immagine riflessa. Le opere più vicine a Campanella sono il De Monarchia dei Fedeli d'Amore affrescato da Dante e la Repubblica di Platone entrambe ispirate alla società Tradizionale.

## Il manoscritto della Biblioteca comunale di Trento

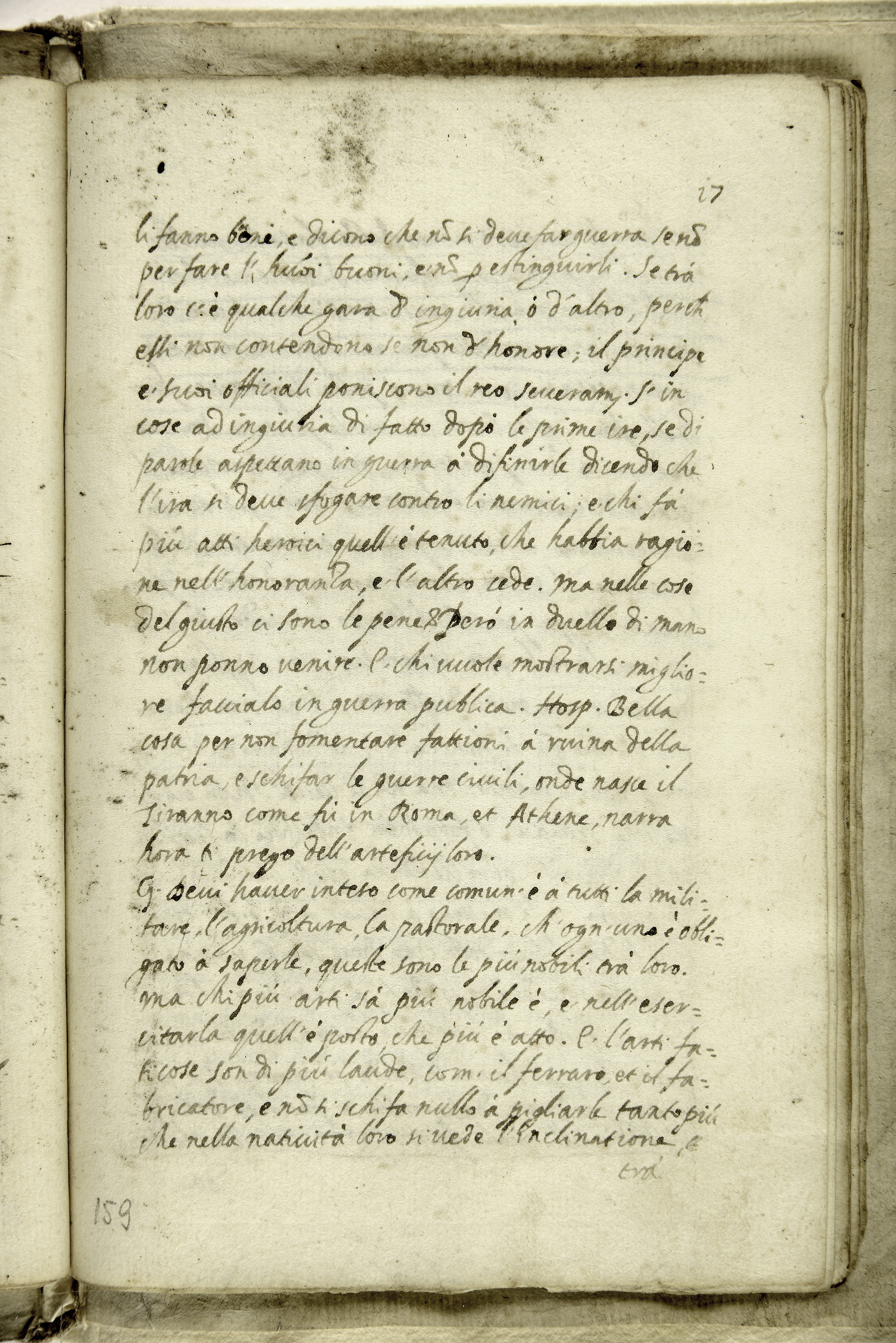
Pagina del manoscritto del 1602 conservato alla Biblioteca comunale di Trento

Nella Biblioteca comunale di Trento è conservato un manoscritto della Città del Sole datato 1602 (BCT1-1538), scoperto dallo storico italiano Luigi Firpo nel 1943. Trattasi della più antica stesura conosciuta della Città del Sole . Il manoscritto è pervenuto alla Biblioteca tramite il lascito del barone Antonio Mazzetti (1781-1841), bibliofilo e collezionista, il quale nelle sue disposizioni testamentarie donò alla città di Trento la sua raccolta di manoscritti, stampe e libri. Restaurato nel 1980, è legato in piena pergamena su cartoni. Si compone di due unità codicologiche distinte e riunite in tempi successivi alla loro scrittura. La prima è una cronaca di Venezia dal 1297 al 1582, seguita da un elenco degli "Hospedali di Venezia". Cucito in fondo si trova un fascicolo di formato minore, con le carte numerate indipendentemente: trattasi di una copia adespota (priva del nome dell'autore) della Città del Sole. La trascrizione, in cui non vi sono a capo, è diligente e presenta pochissimi errori, per lo più insignificanti.
Il manoscritto è stato inserito nella biblioteca digitale Wikisource.

## Edizioni moderne
- La Città del Sole, a cura di Norberto Bobbio, collana Nuova Raccolta di Classici Italiani annotati, testo italiano e latino, Torino, Einaudi, 1941. - A cura di Luca Addante, Collana NUE. Nuova serie n.39, Einaudi, 2025.
- La Città del Sole, collana degli Utopisti, Prefazione di Alberto Savinio, Roma, Colombo Editore, giugno 1944. - Collana Piccola Biblioteca n., Milano, Adelphi, 1995, ISBN 978-88-459-1111-8; Collezione I Classici del Pensiero, Milano, Fabbri Editori, 1996-2005.
- La città del Sole, a cura di Luigi Firpo, Bari, Laterza, 1949. - a cura di Germana Ernst e Laura Salvetti Firpo,[4], con Note aggiornate, il testo della Terza questione politica, Collana Economica, Roma-Bari, Laterza, 1997.
- La Città del Sole e Poesie, a cura di Adriano Seroni, collana UEF n.379, Milano, Feltrinelli, 1962. - La Città del Sole, Collana UEF, Feltrinelli, marzo 1979; Collana UEF. I Classici, Feltrinelli, 2003, ISBN 978-88-078-2017-5.
- La città del Sole, a cura di Germana Ernst, collana BUR n.2000, Milano, Rizzoli, agosto 1963. - Collana Classici della BUR L1063, Rizzoli, 1996-2003.
- La Città del Sole, a cura di G. Berrettoni, collana Il filo d'Arianna, Introduzione di A.C., Genova, Edizioni I Dioscuri, 1990.
- La città del Sole e altri scritti, a cura di Franco Mollia, collana Oscar Classici n.199, Milano, Mondadori, 1991, ISBN 978-88-043-4113-0. - Milano, Club degli Editori, 1991.
- La città del Sole, a cura di Massimo Baldini, collana Tascabili Economici, Roma, Newton Compton, 1995, ISBN 978-88-798-3994-5.
- La Città del Sole, Introduzione di S. Plastina, Genova, Marietti, 1996.
- La Città del Sole. Civitas Solis, collana Biblioteca dell'Utopia, traduzione di Carlo Carena (del testo latino dell'edizione di Parigi del 1637), Introduzione di Lina Bolzoni, Nota ai testi di C. Carena, col testo dell'edizione 1637 e del 1611, Milano, Silvio Berlusconi Editore, 1997, ISBN 978-88-044-5110-5.
- La Città del Sole. Civitas Solis, a cura di Tonino Tornitore, collana Biblioteca di Cultura Filosofica, Trezzano sul Naviglio, Unicopli, 1998, ISBN 978-88-400-0518-8. - Biblioteca, Torino, Aragno, 2008, ISBN 978-88-841-9362-9.
- La Città del Sole, a cura di Francesco Idotta, collana I quaderni di Harry Haller, Città del Sole Edizioni, 2013, ISBN 978-88-735-1621-7.
- La Città del Sole, a cura di Antimo Cesaro, collana Iverbibrevi, con un saggio di Giulio M. Chiodi, Artetetra Edizioni, 2018, ISBN 978-88-994-4354-2.
- La città del Sole. La percezione magica del mondo e l'utopia, a cura di Marco De Paoli, collana Filosofie, Milano-Udine, Mimesis, 2022, ISBN 978-88-575-9504-7.